# Jesper Olsen
Jesper Olsen (Fakse, 20 maart 1961) is een Deens voormalig profvoetballer. Olsen begon zijn carrière bij het Deense Næstved IF. In juli 1980 debuteerde hij in het Deense nationale elftal in een vriendschappelijke wedstrijd tegen de Sovjet-Unie.

## Ajax
Op 18 juni 1981 kreeg Olsen na een eerdere mislukte poging (26 mei 1980) om hem te strikken een driejarig contract bij Ajax, dat hem bond van 1 juli 1981 tot en met 30 juni 1984. Olsen was op 26 mei 1980 eigenlijk al gecontracteerd door Ajax-trainer Leo Beenhakker met ingang van 1 juli 1980, maar Olsens voogd, directeur van een bank, stond erop dat Olsen eerst zijn studie, zijn stagejaar bij diezelfde bank afmaakte. Olsen was Ajax' enige aankoop voor het seizoen 1981-1982. Zijn debuut in de Nederlandse competitie maakte hij in de eerste ronde van het seizoen 1981-1982 op 16 augustus 1981 (Willem II-Ajax 1-7). Zijn eerste competitiegoal voor Ajax scoorde hij op 23 augustus 1981 (derde ronde 1981-1982; Ajax-PEC Zwolle 5-1, de 5-1).
Voor Ajax speelde Olsen 83 wedstrijden waarin hij 23 keer scoorde. Olsen was een speler die vele assists gaf. Op 5 december 1982 in de thuiswedstrijd tegen Helmond Sport (5-0) was hij betrokken bij de beroemde strafschop in drieën samen met Johan Cruijff. Bij een stand van 1-0 kreeg Ajax een penalty, die door Johan Cruijff breed gelegd werd naar links op Olsen. Olsen kwam inlopen en tikte diagonaal naar rechts terug naar Cruijff, voorbij de verbouwereerde doelman van Helmond Sport (Otto Versfeld), die was uitgelopen vlak voor de rechter doelpaal. Cruijff tikte vervolgens de bal simpel recht op doel in (2-0). De doelman, Otto Versfeld, is door deze strafschop bekend geworden.

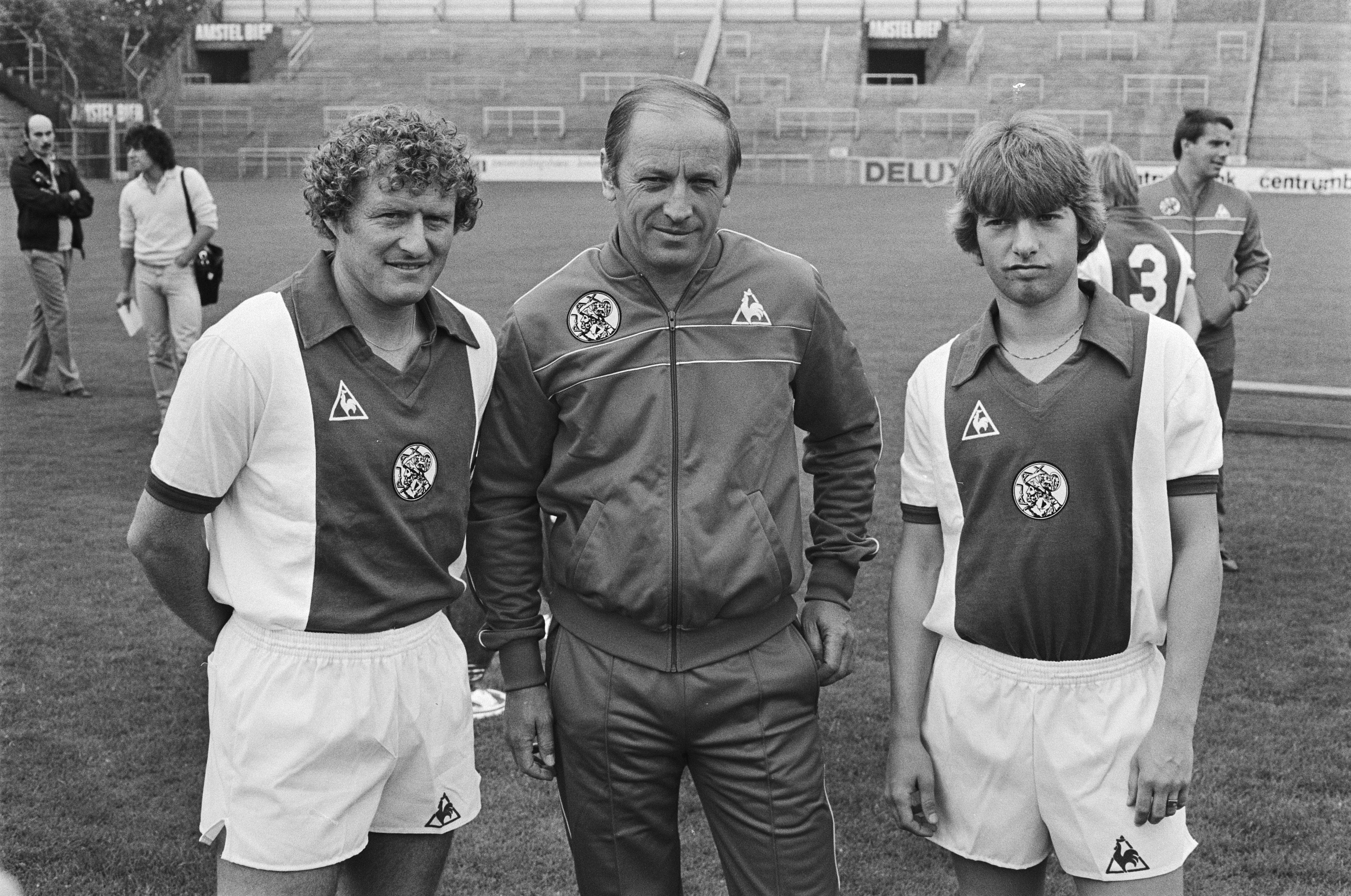
Wim Jansen, trainer Kurt Linder en Jesper Olsen (13-7-1981).

Met Ajax werd Olsen in het seizoen 1981-1982 kampioen (doelsaldo +75 (117-42)), evenals in 1982-1983 (doelsaldo +65 (106-41)), toen de club naast het kampioenschap ook de beker wist te winnen. Olsen kreeg in Amsterdam de bijnaam de vlo, vanwege zijn geringe lengte en tengere postuur alsook vanwege zijn wendbaarheid, snelheid, onvoorspelbaarheid en zijn vermogen om tackles te ontwijken. Ook werd hij wel de "ongrijpbare" genoemd.
Ajax-trainer in het seizoen 1981-1982, Kurt Linder, vond hem het meest verrassende talent in het jonge Ajax-team, technisch-tactisch fenomenaal. Kees Rijvers, bondscoach van het Nederlands Elftal tussen maart 1981 en oktober 1984, merkte eind 1982 op: "Van Olsen kan ik maar één ding zeggen: ik wou dat hij Nederlander was!". In het seizoen 1982-1983 (28 november 1982) scoorde Olsen in de wedstrijd Feyenoord-Ajax (2-2) een memorabele goal na een solo, waarbij hij over de middellijn aan de rechter zijde van het veld startend en links in het strafschopgebied eindigend, achtereenvolgens 3 verdedigers en vervolgens de keeper van Feyenoord omspeelde, en ten slotte de bal diagonaal en laag in de rechterhoek van het doel schoot. In het seizoen 1983-1984 was Olsen, met fantastisch spel en 2 goals, de uitblinker (samen met Van Basten) in de historische 8-2 thuiszege op Feyenoord, 18 september 1983. Ook was Olsen eerder al uitblinker in de tweede wedstrijd van Ajax in het Amsterdam-708-toernooi. In het duel Ajax-Manchester United op 14 augustus 1983, won Ajax met 1-0, en Jesper Olsen scoorde de enige goal. Hierdoor kwam Olsen vanaf oktober 1983 bij onder meer de 2 Engelse topclubs Manchester United en Tottenham Hotspur in de belangstelling te staan, en het getouwtrek om Olsen begon. 
Jesper Olsen was gewoon met zijn shirt over de broek te spelen, net als Ruud Krol, Johnny Rep en Michel Platini.
Bij Ajax speelde Olsen samen met onder anderen Piet Schrijvers, Hans Galjé, Stanley Menzo; Keje Molenaar, Sonny Silooy, Wim Jansen, Jan Mølby, Frank Rijkaard, Edo Ophof, Piet Wijnberg, Peter Boeve; Gerald Vanenburg, Ronald Koeman, Dick Schoenaker, Johan Cruijff, Winston Haatrecht, Søren Lerby, Felix Gasselich;  Tscheu La Ling, John van 't Schip, Wim Kieft, Marco van Basten, John Bosman, Martin Wiggemansen en Piet Hamberg. Als trainers maakte Olsen Kurt Linder en Aad de Mos mee.
EINDKLASSERINGEN IN DE EREDIVISIE:
met Ajax: 1981/82-1983/84: 1, 1, 3
DOELSALDI IN DE EREDIVISIE:
met Ajax: 1981/82-1983/84: +75, +65, +54
DOELSALDI IN DE EREDIVISIE + KNVB BEKER-TOERNOOIEN + EUROPA CUP:
met Ajax: 1981/82-1983/84: +70, +76, +62
Bij de Ballon d'Or verkiezingen voor Europees voetballer van het jaar, georganiseerd door het Franse voetbalmagazine France Football, finishte Jesper Olsen als volgt: 
- 1983 (= 2de seizoenshelft 1982/1983 + 1ste seizoenshelft 1983/1984): gedeelde 8ste plaats met 14 punten;
- 1984 (= 2de seizoenshelft 1983/1984 + 1ste seizoenshelft 1984/1985): gedeelde 18de plaats met 2 punten.

Met Jesper Olsen vertrok op 1 juli 1984 voorlopig de op 1 na laatste Deen uit Amsterdam-Oost, De Watergraafsmeer. De opvolger van Olsen bij Ajax vanaf 1 juli 1984, was de linkerspits van FC Utrecht, Rob de Wit, die op 24 mei 1984 een contract tekende bij Ajax. Jan Molby tekende een contract bij Liverpool op 22 augustus 1984, en vertrok op 25 augustus 1984 als voorlopig laatste Deen bij Ajax. Molby speelde zijn eerste duel voor Liverpool op 26 augustus 1984. Het was het einde van de eerste Deense periode bij Ajax (20/11/1975-25/8/1984).

## Manchester United
In juli 1984 vertrok Olsen naar Engeland waar hij vier jaar speelde voor Manchester United. Olsen speelde in vier seizoenen 139 wedstrijden voor de club en scoorde 24 maal. De enige prijs die hij met de Engelse club won was de FA Cup in 1985. Olsen had moeite met het Engelse voetbal, en dit kwam ook tot uiting in zijn spel in het nationale Deense elftal op het WK voetbal 1986 in Mexico. In de wedstrijd tegen Spanje (18 juni 1986, 1/8 finales) gaf hij een 1-0-voorsprong, door hemzelf gecreeerd door een benutte strafschop in de 33ste minuut, weg, door een verkeerde terugspeelbal op de keeper. De Spaanse aanvaller Emilio Butragueño wist te bal te onderscheppen en de stand gelijk te trekken. Denemarken verloor de wedstrijd met 1-5. Olsen ging wel mee naar het EK 1988, maar kwam niet in actie.

## Bordeaux en Caen
In 1988 kreeg Olsen een contract bij Girondins de Bordeaux. Hij speelde er 53 wedstrijden voor hij een contract kreeg bij SM Caen, waar hij twee jaar lang als vleugelverdediger speelde. Hierna zette hij een punt achter zijn actieve loopbaan, hoewel hij van verschillende Engelse clubs zoals Blackburn Rovers aanbiedingen kreeg.

## Overig
Na zijn actieve loopbaan als voetballer verhuisde Olsen naar Australië, waar hij met "Proactive Sports Management Australia" voetbal clinics verzorgde voor de jeugd. Op 4 mei 2006 werd hij getroffen door een hersenbloeding.
Inmiddels is hij assistent coach bij Melbourne Heart.

## Erelijst
Ajax
- Eredivisie: 1981/82, 1982/83
- KNVB beker: 1982/83

 Manchester United
- FA Cup: 1984/85